# 渡辺英紀
渡辺 英紀（わたなべ ひでき、1964年5月2日 - 2013年7月21日）は、NHKの元アナウンサー。最後の職責はチーフディレクター。

## 人物
栃木県立栃木高等学校、東京都立大学卒業後、1987年入局。主に情報・福祉系の番組を担当してきた。
入局から20年経過した2007年、昇格により初任地青森へ放送部アナウンス担当副部長として再度赴任。2009年の夏ごろから番組出演は無くなり、編成局にてチーフディレクター。病気療養をしていたが、2013年7月21日に逝去。

## 過去の出演番組・業務
- あおもり630
- イブニングネットワークあおもり
- 関西発ふれあいラジオ(1998年4月 - 1999年3月)
- NHK青森放送局開局50周年記念番組 総合司会（2009年）
- 北海道クローズアップ（1993年度開始初期のキャスター）
- NHKニュースおはよう日本（アジア&ワールド、リポーター）、住田功一の代理（2001年8月20日 - 31日）
- にんげんゆうゆう（2002年4月 - 2003年3月）
- 福祉ネットワーク - キャスター
- 親と子のTVスクール
- あっぷるワイド
- アナウンスルーム公式サイトの制作など